# 安淑帝姫
安淑帝姫（あんしゅくていき、1105年 - 1109年6月10日）は、北宋の徽宗の第9皇女。

## 経歴
美人劉氏（後に明達皇后と追尊された）の次女として生まれた。崇寧4年4月4日（1105年5月26日）に生まれ、100日で安慶公主の位を授けられた。
大観2年（1108年）2月、隆福公主の位を改授された。大観3年5月3日（1109年6月10日）に夭折した。蜀国公主の位を追贈され、大観4年（1110年）に祖父の神宗の永裕陵に従葬された。政和4年（1114年）12月、安淑帝姫の位を再追贈された。

## 伝記資料
- 『故贈蜀国公主追封記』
- 『皇第九女特封安慶公主制』